# La Meignanne
La Meignanne est une ancienne commune française située dans le département de Maine-et-Loire, en région Pays de la Loire, devenue le 1er janvier 2016, une commune déléguée de la commune nouvelle de Longuenée-en-Anjou.

## Géographie

### Localisation
Commune angevine, La Meignanne se situe à 11 km au nord-ouest d'Angers, sur les D 105, Le Plessis Macé - Saint Lambert la Potherie, et D 122, Avrillé.

### Cours d'eau
Le ruisseau le Brionneau traverse le territoire de la commune.

## Toponymie
Anciens noms :
- Johannes monachus de Magnenia (1081-1105[3]), forme la plus ancienne connue de La Meignanne[4] ;
- Presbyteratus de Magnenia (1118)[4],[3] ;
- La Maignene (1185)[3] ;
- La Mengnenne (1373[4],[3]) et (1677[3]) ;
- La Maillanne (1707)[3].

## Histoire
- Source globale (Autorisation de la diffusion)

### Préhistoire
Il y a 10 000 ans, à l’époque de la pierre polie, la vallée du Brionneau était déjà habitée, comme en témoigne le dolmen situé sur la rive droite du ruisseau à Fessine.

### Antiquité
À l’époque gallo-romaine, le reste du pays n’a pas dû évoluer beaucoup. Il demeure tout entier couvert de bois, au milieu desquels on trouve des exploitations de fer qui tirent parti de la situation géologique de la région. Les terrains du Silurien et du Grès armoricain qui forment une bande d’environ trois kilomètres au nord de la commune, sont très riches en filons renfermant des oxydes de fer.

### Moyen Âge
La Meignanne tire son nom de ces anciennes mines de fer et de la vocation métallurgique attribuée aux premiers habitants. En fait, la racine ancienne maignan ou meignan évoque bien le travail du fer, le métier de chaudronnier.
Telles furent sans doute les activités que rencontra saint Venant lorsqu’il arriva au pays des « Meignans ». La légende veut qu’il soit l’évangélisateur des populations païennes trouvées sur les bords du Brionneau.
Aujourd’hui, saint Venant demeure le patron de la paroisse. Dans le parc du château Saint-Venant, on trouve encore sous les arbres séculaires, la fontaine et la statue du saint.

### Ancien Régime
Jusqu’à la Révolution, le bourg de la Meignanne présente cet aspect typique des siècles passés que n’offrent plus que quelques rares villages : église et cimetière en occupent le centre.

### Époque contemporaine
Le cimetière entourait cette église. C'est en 1813 qu'il fut transféré de la place de l'église à son emplacement actuel.
Au moment où l'administration née de la Révolution se met progressivement en place, entre brumaire an IV (novembre 1795) et messidor an VII (juin 1799), la Meignanne est choisie comme chef-lieu de canton. Vu d'Angers, le choix des législateurs s'explique par la position centrale de la Meignanne, ainsi que par sa population (150 feux, soit 758 habitants, en 1789) relativement importante pour l'époque.
Mais il s'avère que les chemins qui mènent au chef-lieu sont absolument impraticables et qu'il n'y a aucune maison propice pour loger une administration ; celle-ci devra se contenter du presbytère. Construit en 1738 puis vendu, il est alors réquisitionné. La commune le rachètera le 1er novembre 1826. Pour l'heure, le percepteur y loge et les administrateurs du canton y tiennent leurs séances.
Quelques mois plus tard, le 21 messidor an VII (9 juillet 1799), le chef-lieu du canton est transféré à Montreuil-Belfroy, avant de revenir à Angers. La vocation administrative de la Meignanne est donc de courte durée.
Dès 1832, la commune crée une école de charité, qu'elle établit dans une grange du presbytère. En 1839, le conseil nomme comme instituteur monsieur Lenepveu et des cours sont donnés aux adultes. Le 24 novembre 1867, un projet de reconstruction d'une nouvelle mairie et d'une « maison d'école de garçons » est établi. La première pierre est posée le 30 avril 1868. Les ressources de la commune, à la veille de la Révolution, sont exclusivement agricoles et ce n'est que vers la seconde moitié du XIXe siècle que les fours à chaux font leur apparition pour exister jusqu'en 1914. Il n'en reste plus aujourd'hui que la « butte » et la carrière au nord du centre-bourg.
En 2006, la mairie déplace ses bureaux dans l'ancien presbytère, après rénovation et extension du bâtiment, inauguré le 28 octobre 2006.

## Politique et administration

### Administration municipale

#### Administration actuelle
Depuis le 1er janvier 2016, La Meignanne constitue une commune déléguée au sein de la commune nouvelle de Longuenée-en-Anjou et dispose d'un maire délégué.
| Période      | Période  | Identité            | Étiquette | Qualité |
| ------------ | -------- | ------------------- | --------- | ------- |
| janvier 2016 | En cours | Philippe Retailleau |           |         |

### Ancienne situation administrative
La Meignanne faisait partie de la communauté urbaine Angers Loire Métropole, elle-même membre du syndicat mixte Pôle métropolitain Loire Angers. Les syndicats intercommunaux Syndicat Brionneau-Mayenne et SIVM de Longuenée, auxquelles elle appartenait, sont dissous du fait de la création de Longuenée-en-Anjou.

## Population et société

### Évolution démographique
L'évolution du nombre d'habitants est connue à travers les recensements de la population effectués dans la commune depuis 1793. À partir du 1er janvier 2009, les populations légales des communes sont publiées annuellement dans le cadre d'un recensement qui repose désormais sur une collecte d'information annuelle, concernant successivement tous les territoires communaux au cours d'une période de cinq ans. 
Pour les communes de moins de 10 000 habitants, une enquête de recensement portant sur toute la population est réalisée tous les cinq ans, les populations légales des années intermédiaires étant quant à elles estimées par interpolation ou extrapolation. Pour la commune, le premier recensement exhaustif entrant dans le cadre du nouveau dispositif a été réalisé en 2004,.
En 2013, la commune comptait 2 235 habitants, en évolution de +5,97 % par rapport à 2008 (Maine-et-Loire : +3,3 %, France hors Mayotte : +2,49 %).
| 1793  | 1800 | 1806 | 1821 | 1831 | 1836  | 1841 | 1846  | 1851  |
| ----- | ---- | ---- | ---- | ---- | ----- | ---- | ----- | ----- |
| 1 010 | 716  | 691  | 859  | 965  | 1 005 | 956  | 1 060 | 1 017 |

| 1856  | 1861  | 1866  | 1872  | 1876  | 1881 | 1886 | 1891 | 1896 |
| ----- | ----- | ----- | ----- | ----- | ---- | ---- | ---- | ---- |
| 1 048 | 1 042 | 1 081 | 1 022 | 1 012 | 966  | 942  | 920  | 903  |

| 1901 | 1906 | 1911 | 1921 | 1926 | 1931 | 1936 | 1946 | 1954 |
| ---- | ---- | ---- | ---- | ---- | ---- | ---- | ---- | ---- |
| 861  | 857  | 847  | 715  | 721  | 716  | 704  | 753  | 746  |

| 1962 | 1968 | 1975 | 1982  | 1990  | 1999  | 2004  | 2009  | 2013  |
| ---- | ---- | ---- | ----- | ----- | ----- | ----- | ----- | ----- |
| 728  | 713  | 731  | 1 163 | 1 576 | 2 054 | 2 129 | 2 133 | 2 235 |

### Pyramide des âges
La population de la commune est relativement jeune. Le taux de personnes d'un âge supérieur à 60 ans (16 %) est en effet inférieur au taux national (21,8 %) et au taux départemental (21,4 %).
Contrairement aux répartitions nationale et départementale, la population masculine de la commune est supérieure à la population féminine (49,9 % contre 48,7 % au niveau national et 48,9 % au niveau départemental).
La répartition de la population de la commune par tranches d'âge est, en 2008, la suivante :
- 49,9 % d’hommes (0 à 14 ans = 23,9 %, 15 à 29 ans = 16,7 %, 30 à 44 ans = 20,6 %, 45 à 59 ans = 24,3 %, plus de 60 ans = 14,5 %) ;
- 50,1 % de femmes (0 à 14 ans = 21,5 %, 15 à 29 ans = 16,3 %, 30 à 44 ans = 19,6 %, 45 à 59 ans = 25,1 %, plus de 60 ans = 17,5 %).

| Hommes | Classe d’âge | Femmes |
| ------ | ------------ | ------ |
| 0,4    | 90 ans ou +  | 0,3    |
| 3,8    | 75 à 89 ans  | 6,6    |
| 10,3   | 60 à 74 ans  | 10,6   |
| 24,3   | 45 à 59 ans  | 25,1   |
| 20,6   | 30 à 44 ans  | 19,6   |
| 16,7   | 15 à 29 ans  | 16,3   |
| 23,9   | 0 à 14 ans   | 21,5   |

| Hommes | Classe d’âge | Femmes |
| ------ | ------------ | ------ |
| 0,4    | 90 ans ou +  | 1,1    |
| 6,3    | 75 à 89 ans  | 9,5    |
| 12,1   | 60 à 74 ans  | 13,1   |
| 20,0   | 45 à 59 ans  | 19,4   |
| 20,3   | 30 à 44 ans  | 19,3   |
| 20,2   | 15 à 29 ans  | 18,9   |
| 20,7   | 0 à 14 ans   | 18,7   |

### Vie locale
Alfhausen (Allemagne) depuis 1997. Désormais le jumelage est valable pour l'ensemble des autres communes déléguées de Longuenée-en-Anjou à savoir La Membrolle-sur-Longuenée, Le Plessis-Macé et Pruillé à la suite de la fusion des quatre communes le 1er janvier 2016.
Espaces verts : Ville fleurie, une fleur au palmarès 2006 du concours des villes et villages fleuris.

## Économie
Sur 133 établissements présents sur la commune à fin 2010, 26 % relevaient du secteur de l'agriculture (pour une moyenne de 17 % sur le département), 5 % du secteur de l'industrie, 13 % du secteur de la construction, 41 % de celui du commerce et des services et 16 % du secteur de l'administration et de la santé.

## Culture locale et patrimoine

### Lieux et monuments

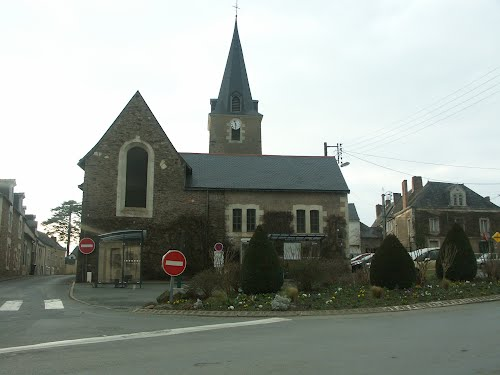
L'église Saint-Venant, construite au XIXe siècle.

- Église du XIXe siècle, dédiée à saint Venant ; elle avait été incendiée par les chouans, puis reconstruite dès 1809[3].
- Le Presbytère construit en 1738[3], réhabilité en mairie en 2006.
- L'Ancienne mairie (avant 2006), construite en 1867[3].
- Le Château Saint-Quentin du XIXe siècle.
- Le Château Saint-Venant du XIXe siècle.
- Le Château La Goujonnaie des XVIIIe/XIXe siècles.
- Le Château La Cailleterie du XVIIIe siècle.
- Le Château de la Filotière.
- Le Dolmen de Fessine[3].
- La Tour du Moulin de la Coudre.
- Le Moulin de la Tansolière.
- Le Moulin de La Farauderie.

### Personnalités liées à la commune
- Renée Gouraud d’Ablancourt, écrivaine française (° 1er octobre 1853 à Angers - † 13 mai 1941 à la Meignanne)
- Joseph de Joannis, homme d'église et entomologiste amateur (° 6 juin 1864 à la Meignanne - † 27 octobre 1932 à Paris).